# دهستان کنار رودخانه
دهستان کناررودخانه نام دهستانی در بخش مرکزی شهرستان گلپایگان، استان اصفهان در ایران است. براساس سرشماری مرکز آمار ایران در سال ۱۳۸۵، جمعیت آن ۸۷۲۱ نفر (۲۵۲۰ خانوار) بوده‌است.

## مردم
مردم این دهستان بیشتر لربختیاری هستند و در چند روستا لرهای گاپله ایی سکونت دارند